# Sötétszürke szigonyosbagoly
A sötétszürke szigonyosbagoly (Acronicta cuspis)  a rovarok (Insecta) osztályának a lepkék (Lepidoptera) rendjéhez, ezen belül a bagolylepkefélék (Noctuidae) családjához tartozó faj.

## Elterjedése
Széles körben elterjedt Európában.  Égerfákon, bokrokon és mocsaras erdőkben és a pusztákon gyakori. Az Alpokban 2000 méterig fordul elő.

## Megjelenése
Szárnyfesztávolsága 36-44 milliméter. A hamuszürke elsőszárnyak sötét mintásak, a feketés mintát metszi a külső keresztirányú vonal, mindkettő élesen és erősen fekete.
Az Acronicta tridens-hez hasonló, elsősorban a következő jellemzők különböztetik meg: a lepkék nagyobbak, erőteljesebbek és szélesebb első szárnyaik vannak. A hátsó szárnyak barna színűek, a mintázatuk enyhén eltérő:a vesevonalhoz egy fekete vonal tartozik, gyakran sárga foltokkal.

## Életmódja
A lepkék június és július folyamán repülnek, éjjel aktívak, kedvelik a mesterséges fényforrásokat. A hernyók augusztustól szeptemberig aktívak, a különböző éger fajok levelein táplálkoznak.

## Fordítás
- Ez a szócikk részben vagy egészben  az   Acronicta cuspis című angol Wikipédia-szócikk fordításán alapul.  Az eredeti cikk szerkesztőit annak laptörténete sorolja fel. Ez a jelzés csupán a megfogalmazás eredetét és a szerzői jogokat jelzi, nem szolgál a cikkben szereplő információk forrásmegjelöléseként.